# IC 1295
IC 1295 är en planetarisk nebulosa i skölden ungefär 3000 ljusår från jorden.